# Clerodendrum praetervisa
Clerodendrum praetervisa là một loài thực vật có hoa trong họ Hoa môi. Loài này được Guinea mô tả khoa học đầu tiên năm 1946.